# Retentie (papier)
Retentie is een term die gebruikt wordt bij de productie van papier. Retentie is een maat voor het proces van het behouden van fijne deeltjes, als vulstoffen, en papiervezels in de papierbaan wanneer het papierblad wordt gevormd in de papiermachine.  
Op de papiermachine wordt de vezelbrij met behulp van een oploopkast (stofoploop) op een ronddraaiend zeefdoek gespoten in de natpartij. Op het zeefdoek wordt de vezelmassa terugbehouden en wordt het water verwijderd. Een gedeelte van de vezelmassa zal echter toch met het water meestromen door het zeefdoek. De retentie geeft aan welk percentage van het opgespoten vaste materiaal in de zich vormende papierbaan achterblijft.
Vezelmateriaal wordt over het algemeen beter in de papierbaan behouden dan de vulstof, dat wil zeggen de retentie van de vezels is beter dan de retentie van de vulstof.
Retentie is afhankelijk van de maaswijdte van de zeef, maar ook van de consistentie van de vezelmassa in de uitloopopening van de oploopkast (normaliter tussen 0,5 en 1%). De grootte van de deeltjes is niet alleen verantwoordelijk voor een bepaalde mate van retentie. Er zijn ook colloïdale krachten tussen de vezels en de vezels en de vulstof die de retentie verbeteren. Verdere verbetering van de retentie kan bereikt worden door het toevoegen van retentiemiddelen, aangezien er geen sterke binding heerst tussen vulstof en papiervezel. Dit zijn polymere stoffen die verbindingen verzorgen tussen vezels onderling en tussen vulstof en vezels.
Retentie wordt bepaald met de volgende formule:
{\displaystyle R={\frac {C_{o}-C_{z}}{C_{o}}}\cdot 100\%}
- R=retentie
- Co=consistentie in de stofoploop
- Cz=consistentie in het zeefwater (dat wil zeggen het water dat door het zeefdoek is gelopen)